# اندیس باغ برج
باغ برج یک اندیس فلزی است که در حوالی شهر اسفندقه استان کرمان قرار دارد و مادهٔ معدنی موجود در آن، مس است.  